# Антон Андронов
Антон Андронов е български адвокат и политик. Кмет на Стара Загора в периода 30 октомври 1991 – 6 ноември 1995 г.

## Биография
Роден е в Стара Загора през 1961 г. Завършва Софийския университет със специалност право и започва да практикува като адвокат. По-късно става председател на Общинския съвет в Стара Загора.